# Cardiomiopatia viral
A cardiomiopatia viral ocorre quando infecções virais causam miocardite com o consequente espessamento do miocárdio e dilatação dos ventrículos. Esses vírus incluem Vírus de Coxsackie (Tipo B) e adenovírus, ecovírus, influenza H1N1, vírus Epstein-Barr, rubéola (vírus do sarampo alemão), varicela (vírus da catapora), caxumba, sarampo, parvovírus, febre amarela, dengue, poliomielite, raiva e os vírus que causar hepatite A e C,    bem como COVID-19,   que foi visto como causando isso em pessoas que, de outra forma, teriam um "baixo risco" dos efeitos virais. 
No caso do COVID-19, não apenas a miocardite pode surgir, mas também foi observada em casos raros após a imunização contra ela.    Em julho de 2021, o comitê de segurança da Agência Europeia de Medicamentos recomendou  que a miocardite e a pericardite fossem adicionadas como possíveis efeitos colaterais da vacina Pfizer e da vacina Moderna e, em outubro de 2021, alguns países limitaram ou interromperam o uso desta última como prevenção.  